# Alexander Maximilian Seitz
Alexander Maximilian Seitz (München, 1811. – Rim, 1888.), njemački i talijanski slikar sakralnih kompozicija iz razdoblja historicizma.
Sa sinom Lodovicom Seitzom izradio najveći dio oslika u unutrašnjosti đakovačke katedrale. 